# 1824 en musique
| \| • Retour à la chronologie générale de la musique populaire • \| |
| XXIe siècle • XXe siècle • XIXe siècle • XVIIIe siècle XVIIe siècle • XVIe siècle • XVe siècle • XIVe siècle XIIIe siècle • XIIe siècle • XIe siècle • Xe siècle IXe siècle • VIIIe siècle • Haut Moyen Âge • Rome • Grèce |
| • Retour à la chronologie générale de la musique populaire • |

| • Retour à la chronologie générale de la musique populaire • |

| Années de la musique populaire : 1821 - 1822 - 1823 - 1824 - 1825 - 1826 - 1827    |
| Décennies de la musique populaire : 1790 - 1800 - 1810 - 1820 - 1830 - 1840 - 1850 |

## Événements et œuvres
- Juan Ignacio de Iztueta, Guipuzcoa´ko dantza gogoangarrien kondaira edo historia (« Souvenirs de l'histoire des danses du Guipuscoa »), où sont transcrites trente-six danses populaires.
- Le luthier Scheibler de Leipzig tente de perfectionner la guimbarde sous le nom d'Aura, un ensemble de 22 guimbardes accordées réunies sur deux barres d'acier[1].
- Guillaume-Louis Cottrau publie à Naples Passatempi musicali, collection de chansons napolitaines[2].

## Naissances
- 21 avril : Josep Anselm Clavé i Camps, homme politique et musicien espagnol de Catalogne, père du mouvement des orphéons en Espagne, mort en 1874.
- 30 novembre : Laurent de Rillé, compositeur et orphéoniste français, mort en 1915.
- Date précise inconnue :
  - Mathias Schou, connu sous le nom de « Blannen Theis », musicien luxembourgeois itinérant, auteur de la chanson Zu Arel op der Knippchen (À Arlon sur la Knippchen), hymne officieux de la Province de Luxembourg, né en 1747.

## Décès
- 26 avril : Aimé Desprez, vaudevilliste et chansonnier français, né en 1783.
- 18 avril : Edward Jones, musicien gallois, harpiste, collecteur et éditeur d'airs traditionnels, né en 1752.